# Radio Königsberg

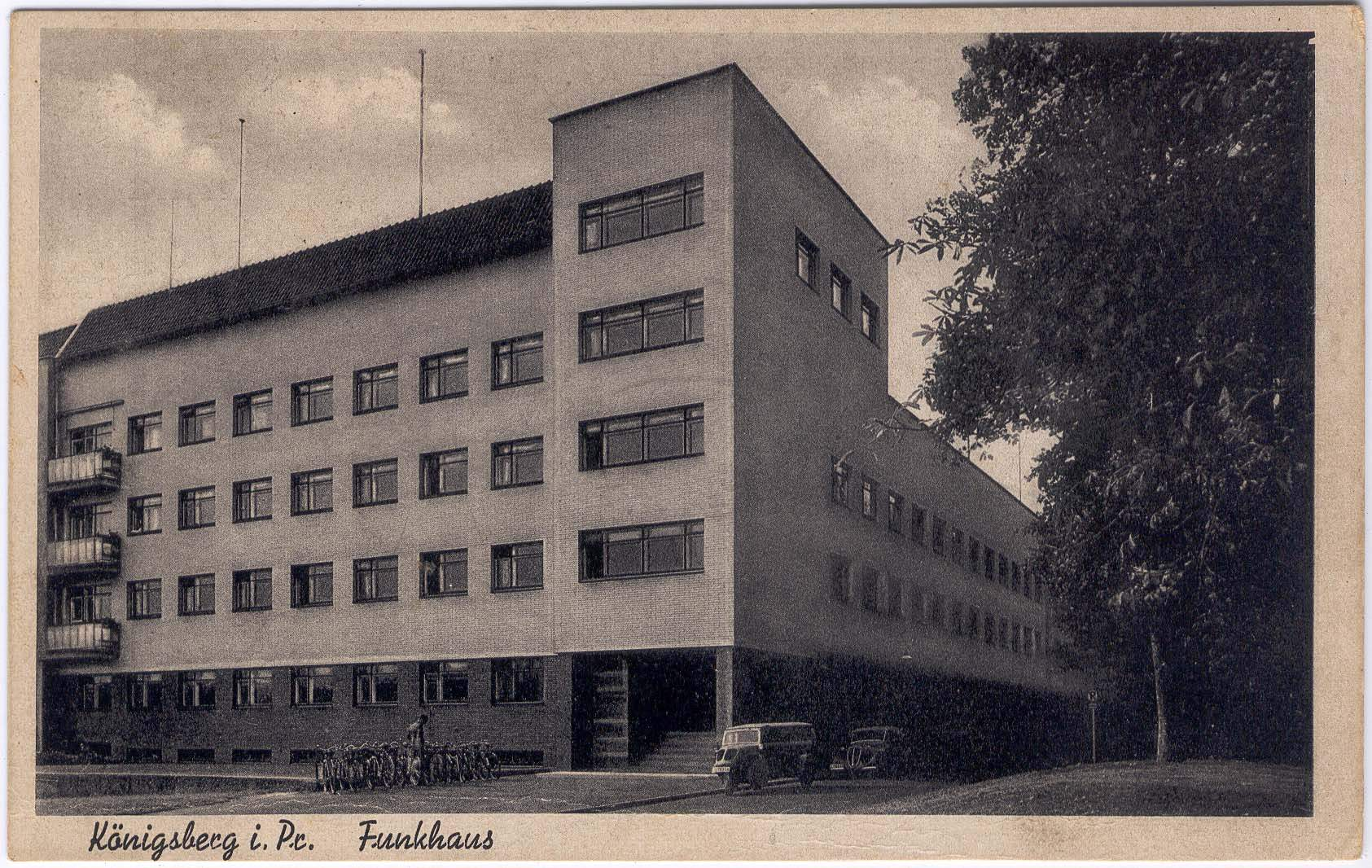
Reichssender Königsberg

Radio Königsberg war ein Propaganda-Programm des Reichssenders Königsberg und wurde von 1940 bis kurz vor Ende des Zweiten Weltkrieges ausgestrahlt. Einmal wöchentlich wurden für 20 Minuten unter Mithilfe von etwa 30 schwedischen Kollaborateuren nazifreundliche Nachrichten und Propaganda in schwedischer Sprache gesendet. Etwa ein Zehntel der schwedischen Bevölkerung soll den Sender regelmäßig eingeschaltet haben.
Die Redaktion hatte ihren Sitz zunächst in Berlin; aufgrund alliierter Bombenangriffe wurde sie später nach Königsberg verlegt und, als sich die Rote Armee bedrohlich näherte, von dort nach Oslo.

## Persönlichkeiten
- Anna-Lisa Gerloff
- Thorolf Hillblad
- Gösta Richter
- Elin Svensson